# Johann Friedrich von Brandt
Aquest autor és citat en taxonomia animal amb el nom «Brandt».
Johann Friedrich von Brandt (25 de maig del 1802 - 15 de juliol del 1879) fou un naturalista alemany.
Brandt nasqué a Jüterbog, en l'actual estat de Brandenburg, i fou educat a Wittenberg i a la Universitat Humboldt de Berlín. El 1831 fou nomenat director del Departament de Zoologia de l'Acadèmia de les Ciències de Sant Petersburg, on publicà en rus. Brandt encoratjà la col·lecció d'animals nadius, molts dels quals no estaven representats al museu. Començaren a arribar molts exemplars de les expedicions de Nikolài Alekseièvitx Sevértzov, Prjevalski, Middendorf, Schrenck i Gustav Radde.
Descrigué diversos ocells recollits per exploradors russos de la costa del Pacífic de Nord-amèrica, incloent-hi Phalacrocorax penicillatus, Rissa brevirostris i l'èider de Fischer. El ratpenat de Brandt i l'eriçó de Brandt estan anomenats en honor seu.
Brandt també fou un entomòleg especialitzat en els coleòpters. Morí a Merreküll, Estònia.